# اخترتاب

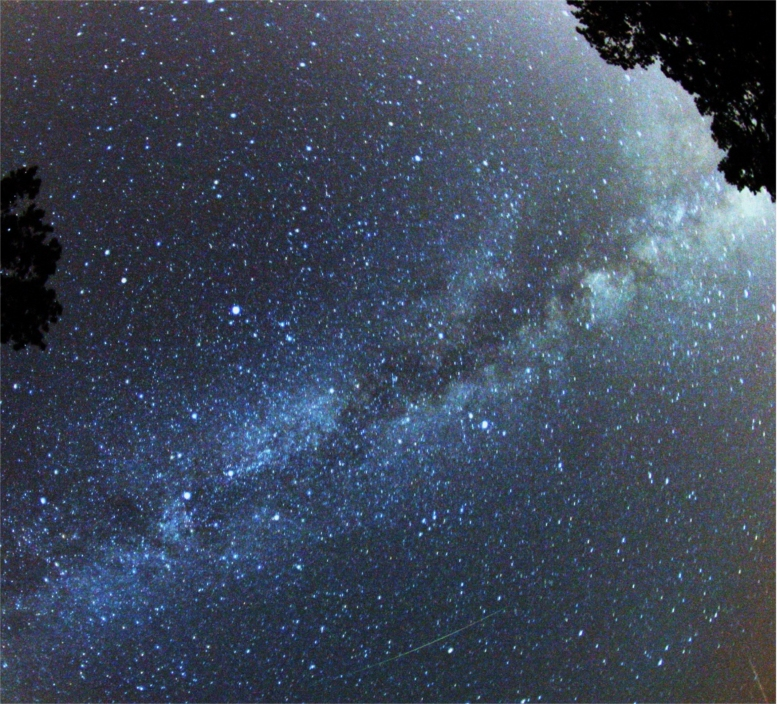
آسمان پرستاره و شهاب واره

اخترتاب نور گسیل‌شده از ستارگان است. عموماً به تابش دیدنی ستارگان (به جز خورشید) که در طول شب (اگر چه بخشی از اخترتاب در طول روز نیز از زمین دیدنی است) از زمین دیده می‌شود گفته می‌شود. نور سفید عبارت است از اخترتاب خورشید که در طول روز از زمین قابل مشاهده است. سپیدایی عبارت است از بازتاب خورشیدی از اشیا دیگر منظومه‌های شمسی در طول شب است.
مشاهده و اندازه‌گیری اخترتاب از طریق تلسکوپ مبنای بسیاری از رشته‌های اخترشناسی (مانند شیدسنجی)است.